# Peter von Medem
Peter Georg Graf von Medem (* 18. Januarjul. / 30. Januar 1801greg. in Mitau; † 13. März 1877 in Mitau) war ein kurländischer Kreismarschall und Landesbevollmächtigter.

## Leben
Peter von Medem studierte ab 1818 an der Universität Berlin Rechtswissenschaften, wo er Mitglied des Corps Curonia Berlin wurde. Von 1819 bis 1820 setzte er sein Studium an der Universität Heidelberg fort. Dort schloss er sich dem Corps Curonia Heidelberg an. Nach Abschluss des Studiums und Reisen nach Marokko und Ägypten kehrte er als Besitzer der Rittergüter Sutten und Groß Blieden nach Kurland zurück. 1854 wurde er auch Majoratsbesitzer des Rittergutes Elley.
Von 1844 bis 1851 war von Medem Direktionsrat des Kurländischen Kreditvereins. Von 1851 bis 1856 bekleidete er die Ämter des Mitauschen residierenden Kreismarschalls und des stellvertretenden Landesbevollmächtigten. Von 1857 bis 1862 war er kurländischer Landesbevollmächtigter. Er war russischer Kammerherr und Wirklicher Staatsrat sowie Ehrenritter des Johanniterordens.
Seine Eltern waren der Graf Christoph Johann Friedrich von Medem (1763–1838) und dessen Ehefrau Gräfin Louise von der Pahlen (1778–1831). Seine Brüder waren die russischen Diplomaten Alexander von Medem und Paul von Medem. Er heiratete am 2. November 1825 auf Gut Sutten in Kurland Julianna von Behr († 1863), Erbin von Sutten.